# Alexander Zhyvotkov
Alexander Zhyvotkov (Kiev, Ucrania; 31 de marzo de 1964) es un escultor postmoderno de origen ucraniano
Estudió en la Escuela Republicana de Arte Taras Shevchenko (1975-1982, Kiev, Ucrania). Se graduó en el Instituto Estatal de Arte de Kiev (1982-1988, Kiev, Ucrania). Desde 1992, Alexander Zhyvotkov es miembro del grupo artístico "Santuario pintoresco".
Su trabajo consiste principalmente en figuras humanas hieráticas u orientadas hacia los lados fabricadas en madera. 

## Colecciones
• Ministerio de Cultura de Ucrania
• Directorio de la Unión Nacional de Artistas en Ucrania
• Museo Nacional "de Pinturas de Kiev" (antiguo museo de arte ruso)
• Museo de Arte Nacional de Ucrania
• Museo de arte Sumy 
• Museo de arte Khmelnitsky
• Ministerio de Cultura de Rusia
• Museo Kunsthlstorlschen (Austria).
Las obras de Alexander Zhyvotkov se conservan en museos y en numerosas colecciones privadas de Europa, América, Asia y África.

## Publicaciones
Alexander Zhyvotkov. 'Vivo. Motherboard', Stedley Fundación de Arte, 2016.
Alexander Zhyvotkov. 'Vivo. Дороги 2014—2015', Stedley Fundación de Arte, 2015.
Alexander Zhyvotkov. 'Кyiv 2014', Stedley Fundación de Arte, 2015.
Alexander Zhyvotkov. Tela, madera, cartulina. Trabajo con materiales.1984—2014', Stedley Fundación de Arte, 2014.